# Čen-ťüe

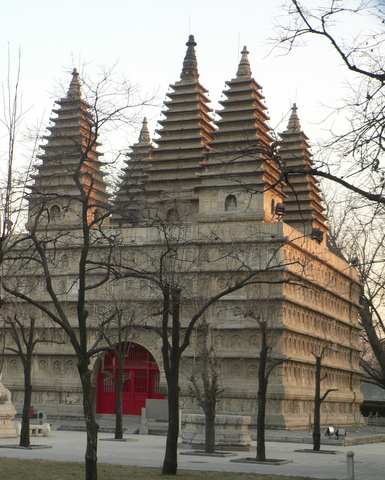
Celkový pohled na chrám Čen-ťüe

Chrám Čen-ťüe (čínsky pchin-jinem Zhēnjué Sì, znaky zjednodušené 真觉寺, tradiční 真觉寺; česky Chrám pravého probuzení), formálně Chrám velkého pravého probuzení (čínsky pchin-jinem Dà Zhēnjué Sì, znaky zjednodušené 大真觉寺, tradiční 大真觉寺), též jako Chrám pěti pagod (čínsky pchin-jinem Wǔ Tǎ Sì, znaky 五塔寺), je buddhistický chrám ležící v čínském hlavním městě Pekingu v jeho městském obvodu Chaj-ťien. Je výjimečný architektonickým stylem „pagody diamantového trůnu“, inspirovaném indickým chrámem Mahábódhi a použitém v Číně pouze v šesti chrámech. Postaven byl roku 1473, za vlády mingského císaře Čcheng-chuy.

## Architektura
Chrám Čen-ťüe je postaven na „diamantovém trůnu“, čtvercovém kamenném podstavci 7,7 metru vysokém. Na takto vytvořenou plošinu je přístup po vnitřním spirálovém schodišti. Na plošině stojí pět pagod, čtyři v rozích a pátá ve středu plochy, a skleněný pavilón. Rohové pagody mají po jedenácti římsách, o něco vyšší centrální pak třináct. Celková výška stavby je 17 metrů. Chrám je postaven z kamenných kvádrů a bílého mramoru, příměs železa v kameni časem zoxidovala a dává stavbě rezavou barvu. Všechny čtyři stěny chrámu jsou ozdobeny tisícovkou vyřezaných buddhů, buddhistických symbolů, zvířat (slonů a pávů), květinovými vzory a texty súter.
Chrám je volně inspirován indickým chrámem Mahábódhi, jsou však mezi nimi i nemalé rozdíly. U Mahábódhi je spodní podstava vzhledem k pagodám relativně menší a centrální pagoda výrazně převyšuje rohové věže. Kromě toho je Čen-ťüe vyzdoben v čínském stylu, ne indickém.

## Historie
Stavba chrámu byla dokončena roku 1473, za vlády mingského císaře Čcheng-chuy. Kromě staveb z kamen a mramoru je v chrámu i šest dřevěných hal. Chrám prošel rekonstrukci a opravami roku 1761, kdy byly budovy natřeny na žluto. Během druhé opiové války roku 1860 byl chrám vypálen anglo-francouzskými oddíly, znova ho evropské armády zapálily roku 1900, kdy vtrhly do Pekingu během bojů s povstáním boxerů. Požáry přežily pouze kamenné pagody, dřevěné stavby zcela shořely. Roku 1961 byl chrám prohlášen národní památkou, je v něm umístěno Pekingské muzeum kamenných plastik.